# Солбиате Арно
Солбиа̀те А̀рно (на италиански: Solbiate Arno; на ломбардски: Sulbiàa, Сулбиаа) е малко градче и община в Северна Италия, провинция Варезе, регион Ломбардия. Разположено е на 325 m надморска височина. Населението на общината е 4106 души (към 2018 г.).